# Верхнее Солонечное
Верхнее Солонечное — село в Газимуро-Заводском районе Забайкальского края России в составе сельского поселения «Солонеченское». 

## География
Село находится в юго-восточной части района на расстоянии примерно 38 километров по прямой на восток от села Газимурский Завод, занимая северную часть бывшего единого населенного пункта Рудник Солонечный. 
Климат
Климат резко континентальный с продолжительной морозной зимой и тёплым летом. Средняя температура воздуха самого холодного месяца (января) составляет −28 — −30 °C; средняя температура самого тёплого месяца (июля) — 16 — 18°C. Среднегодовое количество атмосферных осадков составляет 300—350 мм.
Часовой пояс
Село Верхнее Солонечное находится в часовой зоне МСК+6. Смещение применяемого времени относительно UTC составляет +9:00.

## Население
| 2021 |
| ---- |
| 4    |

## История
Официальный год основания 2013. Село образовано согласно региональному закону, по которому предполагалось название нового села Солонечный. В 2018 году было принято решение об изменении предполагаемого названия Солонечный на Верхнее Солонечное. Распоряжением Правительства России от 11 октября 2018 года селу на федеральном уровне присвоено актуальное наименование.